# Mansfield College

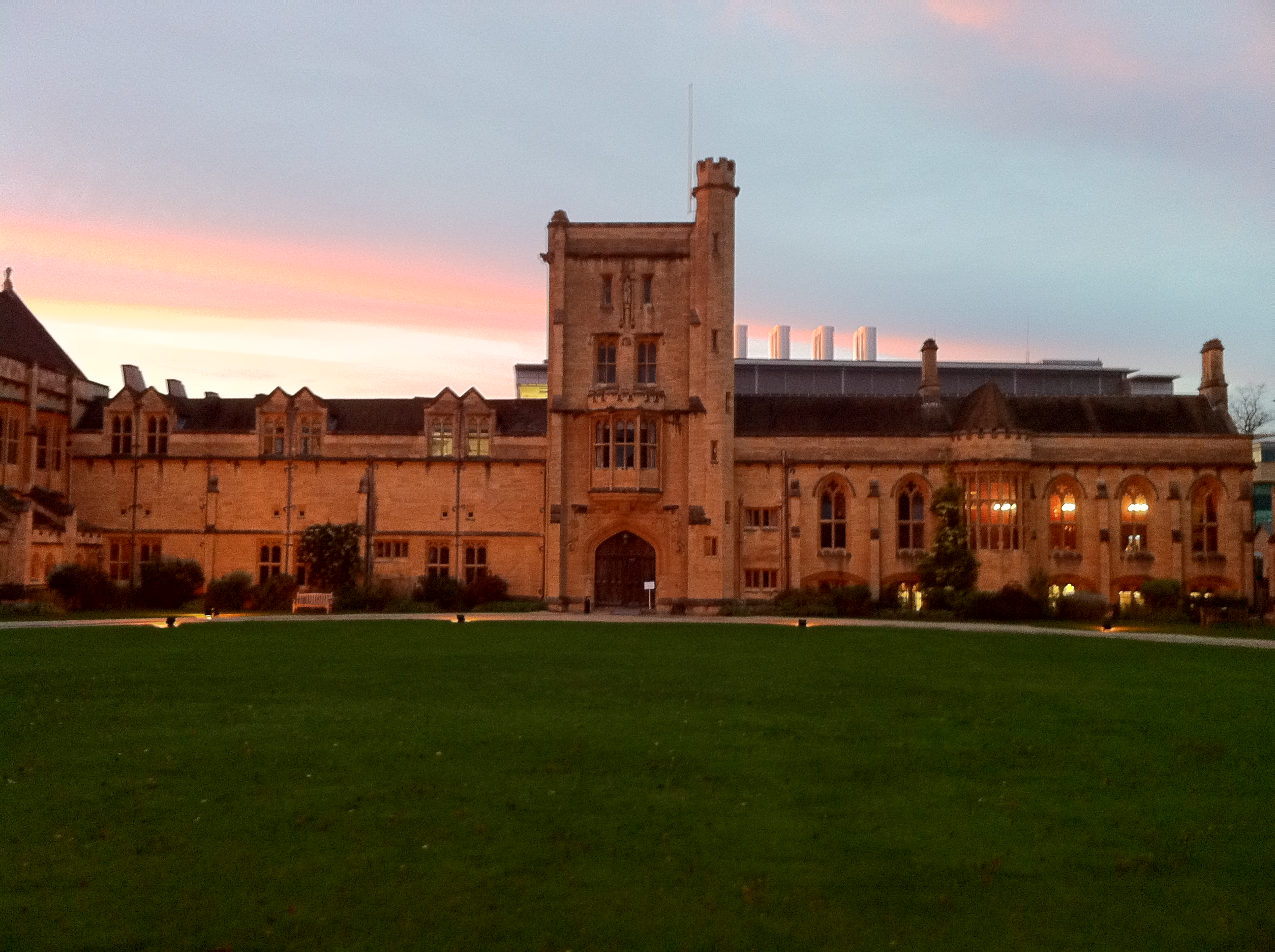
Mansfield Colleges huvudbyggnad.

Mansfield College är ett college vid Oxfords universitet i England.

## Historia
Colleget grundades ursprungligen i Birmingham 1838 som Spring Hill College, ett college för frikyrkliga nonkonformister. De ursprungliga lokalerna i Birmingham används idag av Moseley School. Fram till 1871 var frikyrkliga protestanter visserligen tillåtna att studera vid brittiska universitet, men fick inte avlägga examina om de inte tillhörde Engelska kyrkan. År 1871 införde William Ewart Gladstones regering en reform som avskaffade religiösa examinationer av icke-teologiska studenter och öppnade universiteten för frikyrkliga studenter inom samtliga ämnen utom teologi, och uppmuntrade därefter skapandet av ett frikyrkligt college vid Oxford.
Spring Hill College flyttades till Oxford 1886, och namngavs då efter syskonen George och Elizabeth Mansfield. Huvudbyggnaden ritades i viktoriansk nygotik av Basil Champneys och färdigställdes i oktober 1889, på mark som tidigare tillhört Merton College. Colleget var ursprungligen öppet för endast manliga medlemmar. Den första kvinnan som antogs för en extern teologisk examen var Constance Coltman 1913, en av de första kvinnliga frikyrkoprästerna i England, men det dröjde ända fram till 1979 innan colleget öppnades för kvinnliga studenter på lika villkor. Mansfield College blev en Permanent Private Hall vid universitetet 1955 och gavs 1995 status som fullvärdigt medlemscollege vid universitetet.
Collegets kapell är dekorerat med ledgestalter inom den brittiska reformerta kyrkohistorien, som William Penn, Henry Vane den yngre och Oliver Cromwell, och gudstjänsterna här bedrivs i nonkonformistisk tradition. Genom den nonkonformistiska traditionen har colleget också en stark tradition av utbyte med amerikanska college, och årligen tar man emot ett trettiotal amerikanska studenter för ett utbytesår i Oxford. I modern tid har collegets frikyrkliga rötter minskat i betydelse, och andelen studenter som deltar i gudstjänsterna är sedan länge sjunkande. Fram till 2007 bedrevs en teologisk utbildning inom United Reformed Church här, men idag saknar huvuddelen av studenterna helt koppling till frikyrkor.

## Läge och byggnader
Colleget ligger vid Mansfield Road i nordöstra delen av Oxfords innerstad, söder om universitetets naturvetenskapscampus och väster om floden Cherwell. De ursprungliga planerna på en kringbyggd innergård fullföljdes aldrig, så att det som ursprungligen var avsett att vara portvaktens utrymme aldrig kom att användas som huvudingång.

## Studentliv
Mansfield College har ett nära samarbete med Merton Colleges idrottsverksamhet, med flera gemensamma lag. Traditionella middagar arrangeras varje onsdag och fredag för medlemmarna, och vart tredje år arrangeras collegets stora bal. Colleget har genom sin frireligiösa bakgrund även en stark tradition av tillgänglighet, jämställdhet och social välfärd, med en hög andel studenter från statliga skolor, över 90 procent.

## Kända medlemmar
Till kända personer som undervisat vid colleget hör fredspristagaren, teologen och musikvetaren Albert Schweitzer, statsvetaren Michael Freeden och astronomen Jocelyn Bell Burnell.
Bland kända alumner från colleget märks den amerikanska teologen Marcus Borg, religionsfilosofen Robert Merrihew Adams, labourpolitikern Chris Bryant, pianisten Paul Crossley, dokumentärfilmaren Adam Curtis, den israeliska anarkistaktivisten Uri Gordon, Kinavetaren Peter Hessler, flottchefen Sir Philip Jones, journalistikprofessorn Michael Pollan och den tyska motståndsmannen under Nazityskland Adam von Trott zu Solz.